# Wallenbergsyndromet
Wallenbergsyndromet, eller PICA-syndrom,  är en symtombild som präglas av vissa neurologiska bortfallssymtom med den gemensamma nämnaren att blodflödet täppts till i arteria cerebellaris posterior inferior (även kallad PICA, engelsk förkortning) som försörjer delar av hjärnstammen och lillhjärnan.
Huvudsymtom är sluddrigt tal och ataktisk (okoordinerad) gång. Andra symtom innefattar yrsel, nystagmus, kräkningar, hicka, heshet, svalgförlamning, dystaxi (nedsatt koordinationsförmåga), fall (på grund av fel på balansen), bortfall av temperatur- och smärtkänsel på motsatt kroppshalva och Horners syndrom (hängande ögonlock, nedsatt tårflöde och liten pupill) på samma sida. Symtomen kan variera på grund av olika anatomiska varianter på artärförgreningarna.
Vid detta syndrom finns också risk för allvarliga komplikationer i form av hjärtarytmier, andningsuppehåll, magblödning och skada vid fall.
Orsaker kan vara skada på vertebralartären som kan ge ischemisk hjärnskada, till exempel som konsekvens av rotationsvåld efter fall i skidbacke, yogaövningar, extrem huvudvridning vid backning av bil, eller manipulation i halsryggraden som vid kiropraktik.  Manipulation av C1, den nästan cirkulära atlaskotan som bär upp kraniet, medför risk för slaganfall.
Manipulation av halsryggen hos sjukgymnast, kiropraktor eller naprapat står för flera fall av skador på vertebraliskärlet.

## Historia
Namnet kommer från den tyske neurologen Adolf Wallenberg(en) som 1895 beskrev den symtomkonstellation som orsakades av infarkt i laterala medulla oblongata.  Det kallas ibland också för PICA-syndrom efter den anglosaxiska termen för blodkärlet "posterior inferior cerebellar artery".